# Lothar Marotzke
Lothar Marotzke (* 6. Dezember 1939 in Groß Wunneschin (Pommern); † 27. Juli 2018 in Coswig (Anhalt)) war ein deutscher Fußballspieler, der von 1961 bis 1963 für den SC Aktivist Brieske-Senftenberg in der DDR-Oberliga, der höchsten Liga im DDR-Fußball, spielte. 

## Sportliche Laufbahn
Als 13-Jähriger begann Lothar Marotze bei der Betriebssportgemeinschaft (BSG) Aktivist Brieske-Ost seine Laufbahn als Fußballspieler. Als er zur Saison 1961/62 erstmals für 1. Männermannschaft nominiert wurde, war aus der BSG bereits der SC Aktivist Brieske-Senftenberg geworden. Die Saison wurde zur Umstellung vom Kalenderjahr- auf das Sommer-Frühjahr-Spieljahr mit 39 Punktspielen ausgetragen, bei denen Marotzke, als rechter Verteidiger eingesetzt, 31 Spiele bestritt. Auch für die Spielzeit 1962/63, die nun wieder mit 26 Spielen durchgeführt wurde, war Marotzke wieder als Rechtsverteidiger vorgesehen. Er fiel aber bereits nach zwei Einsätzen aus und kam bis zum 16. Spieltag nur auf insgesamt acht Oberligaspiele. 
Nach dieser Saison musste der SC Aktivist aus der Oberliga absteigen. Der Sportclub wurde aufgelöst, und die 1. Männermannschaft wurde dem neu gegründeten SC Cottbus angegliedert. Diesen Wechsel machten mehrere Spieler nicht mit und schlossen sich der noch bestehenden BSG Aktivist Brieske-Ost an. Deren Fußballmannschaft spielte zu dieser Zeit in der drittklassigen Bezirksliga. Marotzke gehörte zu den Spielern, die den Umzug nach Cottbus verweigerten. Er verhalf der BSG zur Bezirksmeisterschaft, konnte aber nicht mehr an den Aufstiegsspielen zur DDR-Liga teilnehmen, da er zuvor zu einem 18-monatigen Wehrdienst in der Nationalen Volksarmee eingezogen wurde (Brieske schaffte auch Marotzke den Aufstieg). 
Während seines Wehrdienstes konnte Marotzke bei der Armeesportgemeinschaft Vorwärts Cottbus in der DDR-Liga weiter Fußball spielen. Auch in der DDR-Liga gelang es Marotzke nicht, regelmäßig zu spielen. Von den 30 DDR-Liga-Spielen der Saison 1964/65 bestritt er lediglich 14 Begegnungen. Obwohl er in der Hinrunde 1965/66 noch zehn DDR-Liga hätte bestreiten können, wurde er nicht mehr eingesetzt, stattdessen beendete er seine Laufbahn als Leistungssportler.